# لایه (رود)
لایه (به هلندی و آلمانی: Leie)، لیس (به فرانسه: Lys)، یا لِیه (به انگلیسی: Leie) یک رودخانه در فرانسه و بلژیک است که ریزابه یا شاخهٔ رودخانهٔ اسخلده است. منشأ آن در پا-دو-کاله فرانسه است و به رودخانهٔ اسخلده در خِنت بلژیک می‌ریزد. در مجموع، طول آن ۲۰۲ کیلومتر (۱۲۶ مایل) است.

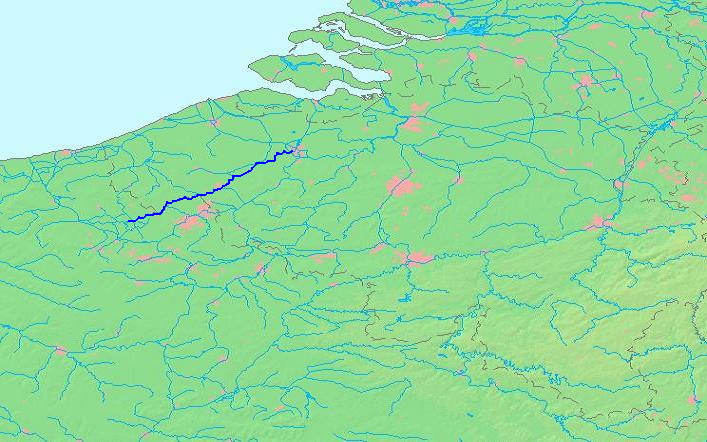
مسیر رود لایه